# Step Up (canción)
«Step Up» es el tercer sencillo de la banda sonora The Cheetah Girls 2, de la película homónima.

## Información
Se estrenó oficialmente en Radio Disney el 17 de agosto de 2006, y para su descarga en iTunes el 31 de agosto del mismo año.

### Lista de canciones
1. «Step Up»

## Video musical
No se rodó un vídeo ya que se utilizó el de la película The Cheetah Girls 2, para promover ésta.

## Posicionamiento
| Año  | Listas                                        | Posición |
| ---- | --------------------------------------------- | -------- |
| 2006 | U.S. Billboard Bubbling Under Hot 100 Singles | 6        |
| 2006 | U.S. Billboard Pop 100                        | 84       |
| 2006 | U.S. Billboard Hot 100                        | 103      |
| 2010 | iTunes Noruega Soundtracks Songs              | 36       |